# ЕСВ-Штадион
ЕСВ-Штадион (нем. ESV-Stadion) — футбольный стадион, находящийся в городе Ингольштадт (Германия). Вмещает 11 418 зрителей. Был задействован во время Летних Олимпийских игр 1972 года.

## История
Стадион построен в 1932 году. Здесь проводила свои домашние матчи команда ESV Ингольштадт. В 2004 году она была объединена с MTV Ингольштадт в новый клуб «Ингольштадт 04». В связи с выходом во Вторую Бундеслигу летом 2008 на стадионе проведена реконструкция и он был назван в честь спонсора Tuja Zeiterbeit. 29 июля того же года здесь состоялась первая игра после ремонта, в которой «Ингольштадт» одержал победу над «Вольфсбургом» со счётом 3:2.
Стадион не соответствовал требованиям Немецкого футбольного союза. Поэтому в 2010 году местный клуб переехал на новую домашнюю арену «Ауди Шпортпарк». Этот же стадион был вновь переименован в ЕСВ-Штадион.
Начиная с 2012 года здесь проводит свои домашние игры клуб американского футбола «Ингольштадт Дьюкс».
Во время Летних Олимпийских игр 1972 года стадион принимал пять матчей футбольного турнира.